# Carpostalagma chalybeata
Carpostalagma chalybeata är en fjärilsart som beskrevs av Talbot 1929. Carpostalagma chalybeata ingår i släktet Carpostalagma och familjen björnspinnare. Inga underarter finns listade i Catalogue of Life.